# Ultimatum Bourne’a (powieść)
Ultimatum Bourne’a – powieść szpiegowska, dreszczowiec z 1990 roku, autorstwa amerykańskiego pisarza Roberta Ludluma.
Jest to trzecia część przygód Jasona Bourne’a, który stracił pamięć i musi walczyć o życie swoje i swojej rodziny, a także rozwiązać zagadki z przeszłości. Powieść rozeszła się w wielomilionowym nakładzie. Na jej motywach w roku 2007 powstał film w reżyserii Paula Greengrassa, Ultimatum Bourne’a.
Tym razem Jason Bourne musi stawić czoła swojemu największemu wrogowi, Carlosowi Szakalowi w Związku Radzieckim. Terrorysta znalazł sobie jednak potężnego sprzymierzeńca. Jest nim tajne konsorcjum, przejmujące wielkie firmy, o nazwie „Meduza”, złożone w większości z amerykańskich wojskowych i polityków. Bourne ma jednak w ręku potężny atut: Szakala ściga także rząd radziecki.